# NEW (AAAの曲)
「NEW」（ニュー）は、AAAの51枚目のシングル。2016年6月8日にavex traxから発売された。

## 概要
- 前作「愛してるのに、愛せない」から約9ヶ月ぶりの発売となる。連続するシングル2作の発売間隔としては、AAA史上最も間があいた。
- 表題曲「NEW」のmusic video及びCDのジャケット写真は與が留学しているロサンゼルスで撮影された。
- ジャケットA、B、ファンクラブ限定盤の3形態で発売。全形態にスマプラが付く。
- 初回限定封入特典(3形態共通)には、8種中1種のトレーディングカードが封入される。

## 収録内容

### ジャケットA
CD
1. NEW [4:07]
（作詞：溝口貴紀 / Rap詞：Mitsuhiro Hidaka / 作曲：佐藤あつし / 編曲：ats-）
日本コカ・コーラ『スプライト』CMソング
MVには実際にスプライトが登場する。
ラップ詞は日高がラップパートのレコーディングに向かうタクシーの中で書かれたもので、この時に曲の歌詞を1回だけ読み、深く考えないように意識しながら制作した。この曲のラップ詞はフリースタイルみたいな感じと語り、レコーディングを終えてから歌詞を書き起こしたようなものとコメントしている[1]。
2. ～Interlude～ [1:00]
（作曲・編曲：ats-）
インスト曲。
音が次の曲に繋がっている。
3. LEAP of FAITH [4:55]
（作詞：AIJ / Rap詞：Mitsuhiro Hidaka / 作曲：Masanori Morita・Noboru Abe・Michael Yano / 編曲：ats-）
メンバーの與は「サウンド的に、ここまで凛とした感じの曲って、いままでになかったと思います。真っ直ぐに前を向いて、進んでいく意志を感じさせるサウンドなので、ライヴで歌うとしたら、華やかな魅せ方が似合う曲というより、前に向かっていこうとする強い意志を感じさせる堂々とした魅せ方をしていきたいです。」と語ってる。全体を通して、諦めるなっていうことや、自分が思っていることを形にして未来を作っていくことは可能だよっていうことを歌っている歌詞。不可能なことなんてない、逃げずに前に進んでいこう、というメッセージを込めた曲。サウンドから受ける印象そのものの歌詞の内容になっている。
4. NEW (Instrumental)[4:07]
5. LEAP of FAITH (Instrumental)[4:53]

DVD
1. NEW(Music Clip)
2. NEW(Music Clip Making)

### ジャケットB
CD
1. NEW
2. ～Interlude～
3. LEAP of FAITH
4. NEW (Instrumental)
5. LEAP of FAITH (Instrumental)

### ファンクラブ限定盤
CD
1. NEW [4:07]
2. ～Interlude～ [1:00]
3. LEAP of FAITH [4:55]
4. NEW (2BEDROOM REMIX) [4:55]
5. NEW (Instrumental) [4:07]
6. LEAP of FAITH (Instrumental) [4:57]
7. Think about AAA 11th Anniversary ～season 38～ [6:56]
8. Think about AAA 11th Anniversary ～season 39～ [7:26]

GOODS
- NEWシャワーサンダル